# His First Case (film 1914)
His First Case è un cortometraggio muto del 1914. Il nome del regista non viene riportato nei credit del film basato su un soggetto di Paul Powell.

## Produzione
Il film fu prodotto dalla Lubin Manufacturing Company.

## Distribuzione
Distribuito dalla General Film Company, il film - un cortometraggio in due bobine - uscì nelle sale cinematografiche USA il 1º ottobre 1914.